# 西川浩
西川 浩（にしかわ ひろし、1900年 - 1951年）は、日本の造園家。東京美術学校(美校)出身。美校では建築家の吉田五十八と同期。卒業後は1924年に開校した東京高等造園学校に第一期生として入学するが、自分の興味のある授業しか受講しないので、落第する。その後、造園家として独立。

## 主な作品
- インド・パチアラの街門ピンジョール・ガーデン - 1938年にインド奥地の同地に当時の同地藩国のマハラジャが日本風宮殿と庭園造営の希望を有し、適当な技師派遣をコルカタ駐在米沢総領事に斡旋依頼する。外務省文化事業部と国際文化振興会とでその実現を考究、人選の結果建築家の谷一東とともに委嘱をうけ、国際文化振興会より派遣することとなる。

滞在中パチアラ藩国のマハラジャの訃に際会するがその遺志を継ぐ新王のもとで27,000坪の庭園に400坪の建物と6,000坪の庭園に300坪の建物との二つの設計を完了。
- 浮月楼（静岡市葵区）- 戦後、吉田五十八の設計で新築する際、庭園改修を担当。

その他、鎌倉山松本氏別邸庭園などがある。

## 関連
- 井上卓之 - 弟子の一人